# Ескишехир (вилајет)
Ескишехир (тур. Eskişehir ili) је вилајет у Турској. Популација вилајета износи 25.066 становника. Административни центар вилајета је град Ескишехир.